# Американське фітопатологічне товариство
Американське фітопатологічне товариство (APS) — міжнародна наукова організація, яка займається вивченням фітопатології. APS сприяє просуванню сучасних концепцій у науці про патології рослин та менеджмент здоров'я рослин у сільському господарстві, міських та лісих ареалах.
Товариство налічує близько 5000 фітопатологів та вчених в усьому світі. Це найстаріша та найбільша організація такого типу у світі. APS також є членом Міжнародного товариства патології рослин.
APS надає інформацію про останні розробки та досягнення в галузі охорони здоров’я рослин через свої журнали та видавничий підрозділ APS Press.
APS підтримує зв'язки та бере участь в обміні інформацією про здоров’я рослин із державними політиками та широким науковим співтовариством, а також надає поради щодо освіти та навчання.

## Історія
Товариство було засновано в грудні 1908 року групою під керівництвом Корнеліуса Лотта Шира. Перша регулярна зустріч відбулася в грудні 1909 року. Це була перша наукова організація в світі, яка займалася виключно фітопатологією.
У 1929 році Канадський фітопатологічний відділ був виділений у незалежну організацію, Канадське фітопатологічне товариство.

## Наукові журнали
Товариство розпочало публікувати наукові рецензовані дослідження у 1911 році і сьогодні видає п’ять журналів у галузі патології рослин:
- Phytopathology ISSN 0031-949X
- Plant Disease ISSN 0191-2917
- Molecular Plant-Microbe Interactions ISSN 0894-0282
- Plant Health Progress ISSN 1535-1025
- Plant Health Instructor ISSN 1935-9411
- Phytobiomes Journal ISSN 2471-2906

## Нагороди
Товариство присуджує низку нагород, визначених Національною дослідницькою радою (США) як «престижні».
- Премію Рут Аллен з 1966 року присуджують видатним дослідникам патології рослин. Нагорода названа на честь Рут Флоренс Аллен (1879–1963), дослідниці іржавих грибів і першої жінки, яка здобула ступінь доктора філософії з ботаніки в Університеті Вісконсину[8][9][10]  It is distinct from the Ruth Allen Award established in 2005 by the Pipeline Industries Guild,[11] named for an engineering professor at the University of Exeter.[12].
- Премію Вільяма Борайта Г'юїтта та Мейбелл Еллен Болл Г'юїтт присуджують протягом 5 років після отримання докторської дисертації за інноваційні дослідження або діяльність із контролю хвороб рослин[13][14].
- Премію Лі М. Хатчінса присуджують за дослідження хвороб багаторічних плодових рослин[13][15].
- Нагороду Ноеля Т. Кіна присуджують за дослідження молекулярної патології рослин[13][16]ю